# Боссояврре
Боссояврре (Лангватн, Лангватнет, норв. Langvatnet, северносаам. Boršejávri, фин. Vouvatusjärvi) — озеро на границе Норвегии и России в долине реки Паз. Российская часть озера административно относится к Печенгскому району Мурманской области, норвежская — к коммуне Сёр-Варангер фюльке Финнмарк. Площадь озера — 16,4 км², из них 8,11 км² — в России. Расположено на высоте 51,9 м над уровнем моря. Является подпорьем для Скугфосской ГЭС.
С 1920 по 1944 год та часть озера, которая сейчас принадлежит России, принадлежала Финляндии и входила в состав региона Петсамо.
Озеро относится к бассейну Баренцева моря, связывается с ним рекой Паз. Питание озера в основном снеговое и дождевое. Рельеф берега в основном равнинный, в северной части выделяется гора Пурривара. Лесные массивы на берегах состоят в основном из берёзы и сосны. На озере несколько островов. Боссояврре по реке Паз вверх соединяется с озером Каттоламполо, а по реке вниз — с озером Скугватн. В северную часть озера вдаётся полуостров Коббфосскес (Норвегия).
На озере расположены норвежские населённые пункты Лейте, Лёвхауг, Скугму, Фагерму, Сулос, Скугфосс и др. Российских населённых пунктов на озере нет. Вдоль юго-восточного берега озера проходит российская автодорога 47К-089, вдоль северо-западного — норвежская автодорога 8850.